# Аньшунь
Аньшунь (кит. упр. 安顺, пиньинь Ānshùn) — городской округ в провинции Гуйчжоу КНР.

## История
Во времена империи Цин в 1687 году была создана Аньшуньская управа (安顺府), властям которой подчинялись 2 комиссариата, 2 области и 3 уезда. После Синьхайской революции в Китае была проведена реформа структуры административного деления, в ходе которой управы были упразднены, поэтому в 1913 году Аньшуньская управа была расформирована, а в месте размещения её властей был создан уезд Аньшунь (安顺县).
После вхождения этих мест в состав КНР в конце 1949 года был создан Специальный район Аньшунь (安顺专区), состоящий из 6 уездов. В 1956 году уезды Цзыюнь и Чжэньнин были переданы в состав новообразованного Цяньнань-Буи-Мяоского автономного округа, уезд Ландай (郎岱县) перешёл в состав Специального района Синъи (兴义专区), но при этом в состав Специального района Аньшунь перешли 8 уездов из состава расформированного Специального района Гуйдин (贵定专区) и 7 уездов из состава вскоре расформированного Специального района Синъи (兴义专区).
В 1958 году уезд Аньшунь был преобразован в городской уезд, уезды Цинчжэнь, Кайян и Сювэнь были переданы под юрисдикцию властей Гуйяна, уезд Сифэн — в состав Специального района Цзуньи (遵义专区), уезды Вэнъань, Лунли и Гуйдин — в состав Цяньнань-Буи-Мяоского автономного округа; при этом уезды Аньлун и Чжэньнин наоборот перешли из состава Цяньнань-Буи-Мяоского автономного округа в состав Специального района Аньшунь. 
В 1960 году уезд Ландай был преобразован в городской уезд Лючжи (六枝市).
В 1962 году городской уезд Аньшунь вновь стал простым уездом, а городской уезд Лючжи был преобразован в уезд Лючжи (六枝县)
В 1963 году уезды Чжэньфэн, Цэхэн и Аньлун были переданы в состав Цяньнань-Буи-Мяоского автономного округа, а уезды Сювэнь и Цинчжэнь вновь перешли из-под юрисдикции Гуйяна в состав Специального района Аньшунь.
10 сентября 1963 года уезд Чжэньнин был преобразован в Чжэньнин-Буи-Мяоский автономный уезд.
В 1965 году уезды Синъи, Синжэнь, Паньсянь, Пуань и Цинлун были переданы в состав Специального района Синъи, но зато в состав Специального района Аньшунь перешли уезды Сифэн и Кайян из состава Специального района Цзуньи, и уезд Цзыюнь из состава Цяньнань-Буи-Мяоского автономного округа. В сентябре 1965 года из уезда Лючжи был выделен Особый район Лючжи (六枝特区).
В 1966 году урбанизированная часть уезда Аньшунь была вновь выделена в городской уезд Аньшунь, а уезд Лючжи был опять переименован в Ландай. 11 февраля 1966 года уезд Цзыюнь был преобразован в Цзыюнь-Мяо-Буиский автономный уезд.
В 1970 году Специальный район Аньшунь был переименован в округ Аньшунь (安顺地区). Уезд Ландай был присоединён к Особому району Лючжи, и в декабре 1970 года передан в состав новообразованного округа Люпаньшуй.
27 марта 1981 года уезд Гуаньлин был преобразован в Гуаньлин-Буи-Мяоский автономный уезд.
В 1990 году уезд Аньшунь был расформирован, а его территория вошла в состав городского уезда Аньшунь.
6 ноября 1992 года уезд Цинчжэнь был преобразован в городской уезд.
Постановлением Госсовета КНР от 1 января 1996 года городской уезд Цинчжэнь и уезды Сювэнь, Кайян и Сифэн были переданы из состава Округа Аньшунь под юрисдикцию властей Гуйяна.
Постановлением Госсовета КНР от 23 июня 2000 года были расформированы округ Аньшунь и городской уезд Аньшунь, и образован городской округ Аньшунь; территория бывшего городского уезда Аньшунь стала районом Сисю в его составе.
Постановлением Госсовета КНР от 13 декабря 2014 года уезд Пинба был преобразован в район городского подчинения.

## Административно-территориальное деление
Городской округ Аньшунь делится на 2 района, 1 уезд, 3 автономных уезда:
| Карта | Карта                                | Карта                | Карта                            | Карта            | Карта         |
| --- | ------------------------------------ | -------------------- | -------------------------------- | ---------------- | ------------- |
| Сисю Пинба Пудин Чжэньнин-Буи-Мяоский · автономный уезд Гуаньлин-Буи-Мяоский · автономный уезд Цзыюнь-Мяо-Буиский · автономный уезд |                                      |                      |                                  |                  |               |
| Статус | Название                             | Иероглифы            | Пиньинь                          | Население (2010) | Площадь (км²) |
| Район | Сисю                                 | 西秀区               | Xīxiù qū                         |                  |               |
| Район | Пинба                                | 平坝区               | Píngbà qū                        |                  |               |
| Уезд | Пудин                                | 普定县               | Pǔdìng xiàn                      |                  |               |
| Чжэньнин-Буи-Мяоский автономный уезд                                                                                                | Чжэньнин-Буи-Мяоский автономный уезд | 镇宁布依族苗族自治县 | Zhènníng Bùyīzú Miáozú zìzhìxiàn |                  |               |
| Гуаньлин-Буи-Мяоский автономный уезд                                                                                                | Гуаньлин-Буи-Мяоский автономный уезд | 关岭布依族苗族自治县 | Guānlǐng Bùyīzú Miáozú zìzhìxiàn |                  |               |
| Цзыюнь-Мяо-Буиский автономный уезд                                                                                                  | Цзыюнь-Мяо-Буиский автономный уезд   | 紫云苗族布依族自治县 | Zǐyún MiáozúBùyīzú zìzhìxiàn     |                  |               |

## Достопримечательности
- Водопад Хуангошу[2]